# Gunnar Spetz
Gunnar Spetz (i riksdagen kallad Spetz i Håbygård), född 18 oktober 1891 i Göteborgs Masthuggs församling, Göteborg, död 6 mars 1979 i Svarteborgs församling, Göteborgs och Bohus län, var en svensk lantbrukare och politiker (folkpartist). 
Gunnar Spetz, som var son till en lantarbetare, var i ungdomen kontorist i Göteborg och sedan lantbrukare i Spekeröd 1915-1950 och därefter i Håby. Fram till den liberala partisplittringen 1923 var han även ombudsman för Bohusläns valkretsförbund i Frisinnade landsföreningen. Han var vice ordförande i Spekeröds kommunalstämma till 1949 och var även distriktsstyrelseledamot i IOGT 1919-1935. 
Han var riksdagsledamot i första kammaren för Göteborgs och Bohus läns valkrets 1950-1961. I riksdagen var han bland annat ledamot i bevillningsutskottet 1953-1961. Han var särskilt engagerad i jordbruks- och fiskepolitik.